# Остеренд (Терсхеллінг)
Остеренд (нід. Oosterend) — село в нідерландській провінції Фрисландія. Входить до муніципалітету Терсхеллінг, займаючи східну частину однойменного острова.
Населення села станом на 2017 рік складало 136 осіб.